# 流产
流產，又稱自然流產（ 或 ），俗稱小產。是指胚胎或胎兒發育到可在子宮外獨立生存之前的自然死亡。有些以孕齡20週為界，之前的胎兒死亡稱為流產，之後的則稱為死產。流產最常見症狀是陰道出血有或沒有伴隨疼痛。在這之後可能感到悲傷、焦慮、以及罪惡感。組織與血塊狀物質也可能從陰道流出。當婦女一直持續發生流產時，就算是不孕症。若只是陰道輕微出血，但胎兒繼續成長，則稱為先兆流產（threatened abortion）或作小產。
流產的危險因子包括高齡、流產史、接觸香菸、肥胖、糖尿病、甲狀腺疾病、使用藥物、毒品或酒精等等。大約80％的流產發生在懷孕的前12週（前三個月，又稱第一期）。大約半數的病例具有染色體變異。流產診斷可以檢查子宮頸的開合、血中人绒毛膜促性腺激素（hCG）的濃度和超音波檢查。會產生類似症狀的其他疾病包括異位妊娠和著床出血。
良好的產前護理與完善的產前檢查可能預防流產發生。避免使用藥物及酒精、預防感染性疾病、避免輻射曝露可能會減少流產的風險。流產後的七至十四天通常無須特別的治療。多數流產無需人為介入就會完成。有時會使用藥物米索前列醇或真空抽吸術協助剩餘妊娠組織的排出。血型是Rh陰性的婦女可能需要使用Rho(D) 免疫球蛋白。止痛藥可能會有益於疼痛控制。情感支持也有助於負面情緒的控制。
流產是妊娠早期最常見的併發症。在已知自己懷孕的婦女中，流產率約為10-20%，而所有受孕後流產的比率約為30-50%。流產風險與孕婦年齡有關，小於35歲大約有10%，超過40歲則約有45%；風險在30歲左右之後開始增加。約有5％的婦女有連續兩次流產的經驗。有些人建議與經歷流產者討論時，不要使用墮胎一辭，以減少其痛苦。

## 孕齡
|                |                  | 孕齡（从末次月经数起，通常大约是受精齡加两个星期） |                          |                          |            |            |            |            |          |          |          |          |          |          |            |            |            |
| 2周            | 6周              | 11周                                               | 20周                     | 21周                     | 22周       | 23周       | 24周       | 25周       | 26周     | 27周     | 28周     | 29周     | 37周     | 40周     | 42周       |            |            |
| 胚胎和怀孕情况 | 胎儿发育阶段     | 胚胎                                               | 胚胎                     | 胎儿                     | 胎儿       | 胎儿       | 胎儿       | 胎儿       | 胎儿     | 胎儿     | 胎儿     | 胎儿     | 胎儿     | 胎儿     | 胎儿       | 胎儿       | 胎儿       |
| 胚胎和怀孕情况 | 成活率           | 不可能                                             | 不可能                   | 不可能                   | 很低       | 很低       | 很低       | 很低       | 可能     | 可能     | 可能     | 可能     | 能成活   | 能成活   | 能成活     | 能成活     | 能成活     |
| 胚胎和怀孕情况 | 如果阴道流血     | 懷孕初期出血（流产危险）                           | 懷孕初期出血（流产危险） | 懷孕初期出血（流产危险） | 很可能流产 | 很可能流产 | 很可能流产 | 很可能流产 | 产前出血 | 产前出血 | 产前出血 | 产前出血 | 产前出血 | 产前出血 | 产前出血   | 产前出血   | 产前出血   |
| 胚胎和怀孕情况 | 自然分娩（期名） | 早孕流产                                           | 自然流产                 | 自然流产                 | 自然流产   | 自然流产   | 自然流产   | 自然流产   | 早产期   | 早产期   | 早产期   | 早产期   | 早产期   | 早产期   | 足月       | 足月       | 过产期     |
| 胚胎和怀孕情况 | … 而且成活       | 早孕流产                                           | 自然流产                 | 自然流产                 | 自然流产   | 自然流产   | 自然流产   | 自然流产   | 早产     | 早产     | 早产     | 早产     | 早产     | 早产     | 分娩       | 分娩       | 分娩       |
| 胚胎和怀孕情况 | … 而产后死亡     | 早孕流产                                           | 自然流产                 | 自然流产                 | 自然流产   | 自然流产   | 自然流产   | 自然流产   | 早产     | 早产     | 早产     | 早产     | 早产     | 早产     | 新生儿死亡 | 新生儿死亡 | 新生儿死亡 |
| 胚胎和怀孕情况 | … 但产前死亡     |                                                    |                          |                          |            |            | 死产       | 死产       | 死产     | 死产     | 死产     | 死产     | 死产     | 死产     | 死产       | 死产       | 死产       |
| 1. 2.          |                  |                                                    |                          |                          |            |            |            |            |          |          |          |          |          |          |            |            |            |

## 症狀及體徵
流產的表現包括陰道小量出血、腹痛、絞痛和羊水、血塊及組織由陰道排出。出血可能是流產的症狀，但是許多女性在懷孕初期出血並不會流產。懷孕期間出血稱為先兆流產。在懷孕期間因出血，尋求治療的人中，約有一半會流產。超音波檢查，或連續測量人絨毛膜促性腺激素（hCG）可能可以診斷流產。

## 風險因子
流產可能源自多種原因，且並非所有原因都能找到。增加流產可能性的因素稱為風險因子，但它們並不一定必然導致流產。导致流产的原因多達70種情況、感染、醫療處置、生活方式、職業暴露、化學暴露和輪班工作與流產風險增加有關，也与精子染色体异常率与精子畸形率有关。其它風險因子還包括內分泌系統、遺傳學、子宮構造或激素的異常、生殖道感染和自體免疫性疾病引起的組織排斥反應。

### 孕期

#### 第一孕期
| 說明                   | 佔總數比率 |
| ---------------------- | ---------- |
| 正常                   | 45–55％    |
| 染色體三倍體症         | 22–32％    |
| X 染色體單體 (45, X)   | 5–20％     |
| 三倍體                 | 6–8％      |
| 染色體結構異常         | 2％        |
| 雙重的或三重的三染色體 | 0.7-2.0％  |
| 染色體易位             | 不明       |

多數臨床上明顯的流產（在各種研究中占了三分之二至四分之三）發生在第一孕期，也就是懷孕的前三個月。所有受精卵中約有30-40％會流產，通常在還不知道懷孕前就發生了。一般胚胎在被排出前就已死亡；出血至底蛻膜（decidua basalis）內和組織壞死會引起子宮收縮，將妊娠組織排出。早期流產可能是因為胎盤或其他胚胎組織的發育異常。在某些情況下，不會形成胚胎，且仍其它組織形成。被稱為萎縮性胚囊或萎縮卵，在台灣俗稱「空包蛋」或「空包彈」。
受精卵最可能在受孕後第8-10天成功在子宮內著床。如果受精卵在第10天仍未著床，成功著床的機率將隨時間增加到遞減。
化學妊娠是指檢驗陽性而發現的懷孕，但在下一個預期生理週期之前或前後因流產而告終。
在懷孕前13週內流產的胚胎，超過一半具有染色體異常。半數的胚胎流產（佔所有流產的25％）具有非整倍體（染色體數目異常）。流產中常見的染色體異常包括染色體三倍體症（22–32%）、X 染色體單體（5–20%）、三倍體（6–8%）、同源多倍體（2–4%）或其他染色體結構異常（2％）。年齡較大的父母更容易發生基因的問題；這可能是在年長婦女流產率較高的原因。
沒有證據支援在第一孕期使用黃體酮可以降低流產風險，而黃體期孕酮缺乏不一定是造成流產的因素。

#### 第二孕期和第三孕期
第二孕期流產可能由母親因素造成，如：子宮畸形、子宮內的發育（肌瘤）或子宮頸的問題。這些狀況也可能導致早產。與第一孕期流產不同，第二孕期流產較少由遺傳基因異常；在三分之一的病例中發現染色體畸變。第三孕期感染會造成流產。

### 年齡
孕婦的年齡是重要的危險因素。流產率隨著年齡增長而持續增加；35歲後，流產率更是大幅上升。35歲以下的，流產風險約為10％；但40歲以上者，風險約為45％。在30歲左右，風險就會開始增加。父親年齡增加也與流產風險增加有關。

### 精子品質
多项研究认为，精子染色体异常率与精子畸形率正相关，而畸精症可能是复发性流产的原因之一，但其与复发性流产的相关性尚处争议状态、暂无定论，且精子DNA碎片指数与复发性流产的关系一直有争议。而多项研究显示精子DNA碎片指数与复发性流产相关，高精子畸形率及高精子DNA碎片指数会增加复发性流产的发生风险，但通过改善精子质量可能减少复发性流产的发生风险。不良的生活习惯，例如抽烟、酗酒、熬夜，过大的生活压力、癌症的放化疗、男性生殖道的感染，包括支原体、衣原体的感染都可能会导致精子畸形率增加、精子DNA碎片指数增加，从而增加流产的风险。

### 肥胖、飲食失調和咖啡因
肥胖不僅與流產有關；也可能導致不孕和其他懷孕相關的併發症。反覆流產也和肥胖有關。患有神經性暴食症與神經性厭食症的女性的流產風險可能更高。尚未發現營養缺乏會影響流產率，但妊娠劇吐有時會在流產前發生。
咖啡因的攝取量與流產率成正比，至少在攝取量較高時是這樣的。然而，這樣較高的比率僅在某些情況才有統計顯著差異。
補充維生素通常無法有效預防流產。也未發現可以預防流產的傳統中藥治療。

### 內分泌失調
甲狀腺疾病可能會影響妊娠結果。與此有關，碘缺乏與流產風險增加的關係密切。胰島素依賴型糖尿病患者，血糖控制不佳與流產風險增加有關。糖尿病控制良好的婦女與沒有糖尿病的婦女，兩者的流產風險相同。

### 食物中毒
食用被李斯特菌、弓形蟲（弓蟲症）和沙門氏菌污染的食物會增加流產的風險。

### 羊膜穿刺術和絨毛取樣術
羊膜穿刺術和絨毛取樣術（CVS）是檢查胎兒的方法。將細針穿過腹部，進入子宮取得羊水樣本。絨毛膜絨毛取樣過程類似，但取樣的對象是組織而非羊水。在妊娠第二期進行這些程序與流產無關，但在第一孕期進行則與流產和胎兒出生缺陷有關。侵入性產前診斷檢查（絨毛取樣術和羊膜穿刺術）很少引起流產（約1％）。

### 手術
手術（包括減肥手術）對懷孕的影響仍不完全清楚。腹部和骨盆手術不是流產的危險因子。切除的卵巢腫瘤和囊腫並不會增加流產風險。但若將卵巢中的黃體移除，可能會導致維持妊娠所需的激素變化，進而增加流產的風險。

### 藥物
曾使用抗抑鬱藥與自然流產間沒有顯著關聯。在懷孕前預防性停用 SSRIs 並未明顯降低流產的風險。一些現有數據顯示服用任何一種抗抑鬱藥的婦女，會些微增加流產的風險，然而在排除那些研究品質較差的研究後，流產風險在統計的差異顯著性也跟著下降。
會增加流產風險的藥物包括：
- 類維生素A（retinoids）
- 非類固醇消炎止痛藥（NSAIDs），如：布洛芬（ibuprofen）
- 米索前列醇（misoprostol）
- 氨甲蝶呤（methotrexate，MTX）[33]
- 他汀類藥物（statin）[76]

### 疫苗接種
尚未發現疫苗接種會引起流產。活性疫苗（如：MMR）是可以穿過胎盤的活病毒，因此，理論上可以造成胎兒感染，並因此可能增加流產風險。因此，美國疾病控制與預防中心（CDC）建議孕婦不要施打活性疫苗。但是，目前仍無明確證據顯示接種活性疫苗會增加流產或胎兒異常的風險。
一些活性疫苗包括：麻疹腮腺炎德國麻疹混合疫苗、水痘疫苗、某些類型的季節性流感疫苗及輪狀病毒疫苗。

### 癌症治療
癌症治療期間，女性因接受放射線療法而暴露的遊離輻射總量會導致流產，也會影響生育力。以化學療法治療兒童癌症也會增加流產的風險。

### 並發疾病
數種懷孕時的並發疾病可能會增加流產風險，包括：糖尿病、多囊卵巢症候群（PCOS）、甲狀腺機能低下症、某些傳染病和自體免疫疾病。PCOS 可能會增加流產風險。兩個研究建議二甲雙胍（metformin）治療可顯著降低 PCOS 婦女的流產率，但這些研究的品質存疑。懷孕中使用二甲雙胍，尚未被確實其安全性。2007年英國皇家婦產科學院建議不要使用這個藥物來預防流產。易栓症（thrombophilia）或凝血和出血異常曾被認為是流產的風險因子之一，但隨後受到質疑，目前仍未有定論。嚴重的甲狀腺機能低下症會增加流產風險，但較輕的甲狀腺功能低下對流產率的影響則尚無定論。一種名為黃體期缺損（luteal phase defect，LPD）的情況是指子宮內膜無法為懷孕做好充分準備，因而使受精卵無法正常著床，並導致流產。
生殖道黴漿菌（Mycoplasma genitalium）感染與早產和流產的風險增加有關。
感染會增加流產的風險：風疹（德國麻疹）、巨細胞病毒、細菌性陰道病、HIV、衣原體（披衣菌感染）、淋病、梅毒和瘧疾。

### 免疫狀態
自體免疫可能是反覆或晚期流產的原因。在自體免疫引發的流產，媽媽的免疫系統會攻擊成長中胎兒或中終正常的懷孕進程。自體免疫疾病可能造成胚胎基因異常，進而導致流產。例如，乳糜瀉會增加流產風險（勝算比）約 1.4 倍。免疫功能失調可能導致抗磷脂症候群，它會影響持續妊娠的能力，造成婦女發生反覆流產。約有 15％ 的反覆流產與免疫有關。患者若有抗甲狀腺自體抗體，流產風險（勝算比）會增加 3.73 倍，95% 信賴區間 1.8–7.6。患有紅斑狼瘡也會增加流產風險。

### 結構缺陷和創傷
經歷過三次或更多次反覆流產的婦女中 15％ 有的解剖學上的結構缺陷，這些結構缺陷會使妊娠期無法完全進行到順利生產。子宮結構會影響胎兒能否孕育到足月。解剖學上的結構變異很常見，且可能是先天。
| 子宮結構的類型     | 流產率 | 參考文獻      |
| ------------------ | ------ | ------------- |
| 雙角子宮           | 40–79% | [ 29 ] [ 30 ] |
| 子宮縱隔或單角子宮 | 34–88% | [ 29 ] [ 33 ] |
| 弓形子宮           | 未知   | [ 29 ] [ 33 ] |
| 雙子宮畸形         | 40%    | [ 29 ] [ 33 ] |
| 子宮肌瘤           | 未知   | [ 33 ]        |

某些婦女因宮頸機能不全，使子宮頸在整個懷孕期間無法保持閉合狀態。它不會導致懷孕早期流產，但與第二孕期的流產風險增加有關。在懷孕後約 16-18 週發生早產後即可確診。第二孕期發生的重大創傷可能會導致流產。

### 吸菸
吸菸會增加流產風險。不管是父母哪一方吸煙都會增加風險，但是懷孕婦女吸菸的增加的風險較高。

### 孕吐
妊娠噁心和嘔吐（NVP 或孕吐）與風險降低有關。孕吐有多種可能原因，但目前仍無共識。NVP 可能是一種防禦機制，防止母親攝入對胎兒有害的食物；依此推論，流產風險下降是發生 NVP 婦女選擇不同食物的預期結果。

### 化學製品和職業暴露
化學製品和職業暴露可能會影響懷孕結果。因果關係幾乎永遠無法確立。可能增加流產風險的化學製品包括滴滴涕（DDT）、鉛、甲醛、 砷、苯和環氧乙烷。視頻顯示終端機和超音波對流產率沒有影響。在牙科診所，若沒有使用麻醉氣體清除設備的情況下使用一氧化二氮，流產風險會增加。在工作中會接觸到細胞毒性抗腫瘤化學療法藥劑的女性，流產風險會些微增加。從事美容師工作的流產風險並未增加。

### 其他
酒精會增加流產風險。黃體酮可能無法有效預防流產。使用古柯鹼會增加流產率。有些感染與流產有關，包括解尿支原體（Ureaplasma urealyticum）、黴漿菌（人黴漿菌，Mycoplasma hominis）、二型鏈球菌、愛滋病和梅毒。其它感染，如：披衣菌感染（Chlamydia trachomatis）、彎曲桿菌（Camphylobacter fetus）和弓形蟲（Toxoplasma gondii）則尚未發現與流產有關。

## 診斷
若發生失血、疼痛或兩者同時發生，會進行經陰道超音波檢查。如果檢查中未發現正常的宮內妊娠組織，可以進行連續人絨毛膜促性腺激素（βHCG）血液檢查來排除可能會危及生命的異位妊娠。
若出現低血壓、心跳過速和貧血，一定要排除異位妊娠。
可透過產科超音波和檢查排出的組織來確認是否流產。在進行顯微病理檢查時，會尋找懷孕組織。顯微鏡下，懷孕組織包括絨毛膜絨毛、滋胚層細胞、胎兒部位組織和子宮內膜因懷孕而產生的變化。如果在一次以上的流產中發現染色體異常，建議父母雙方進行進一步的基因檢測。

### 超音波標準
《新英格蘭醫學雜誌》上一篇基於美國放射科醫師超音波協會（SRU）共識會議的回顧文章建議超音波影像必需顯示以下情況時才能診斷流產：
| 診斷流產                                                      | 疑似流產                                                                  | 參考文獻        |
| ------------------------------------------------------------- | ------------------------------------------------------------------------- | --------------- |
| 頂臀長至少 7 mm 且無心臟發育。                                | 頂臀長小於 7 mm 且無心跳。                                                | [ 101 ] [ 102 ] |
| 平均胎囊直徑至少 25 mm 且無胚胎。                             | 平均胎囊直徑為 16–24 mm 且無胚胎。                                        | [ 101 ] [ 102 ] |
| 超音掃描發現胎囊但無卵黃囊，至少 2 周後仍未發現有心跳的胚胎。 | 超音掃描發現胎囊但無卵黃囊，至少 7-13 天後仍未發現有心跳的胚胎。          | [ 101 ] [ 102 ] |
| 超音掃描發現胎囊和卵黃囊，至少 11 天後仍未發現有心跳的胚胎。  | 超音掃描發現胎囊和卵黃囊，至少 7-10 天後仍未發現有心跳的胚胎。            | [ 101 ] [ 102 ] |
|                                                               | 最後一次月經後至少 6 週沒有胚胎。                                         | [ 101 ] [ 102 ] |
|                                                               | 羊膜囊與卵黃囊相鄰，但沒看到胚胎。                                        | [ 101 ] [ 102 ] |
|                                                               | 卵黃囊大於 7 mm。                                                         | [ 101 ] [ 102 ] |
|                                                               | 與胚胎大小相比，妊娠囊較小（妊娠囊平均直徑與頂臀長之間的差異小於 5 mm）。 | [ 101 ] [ 102 ] |

### 分類
先兆流產是指懷孕期間的任何出血，在未評估胚胎是否存活前。檢查時可能發現胎兒仍然存活，妊娠繼續進行而沒有其他問題。
無胚胎懷孕（又稱為「萎縮性胚囊」或「萎縮卵」，在台灣俗稱「空包蛋」或「空包彈」）是指胎囊發育正常，但胚台沒有發育或是在很早期就停止發育。大約佔所有流產的半數。其他所有的流產均歸類為胚胎流產，因為胚胎存在胎囊中。胚胎流產中的半數有非整倍體（染色體數目異常）的問題。
不可避免性流產（英語：inevitable abortion）是指子宮頸已經擴張，但胎兒仍未被排出。這通常會發展到完全流產。胎兒可能有或是沒有心跳。

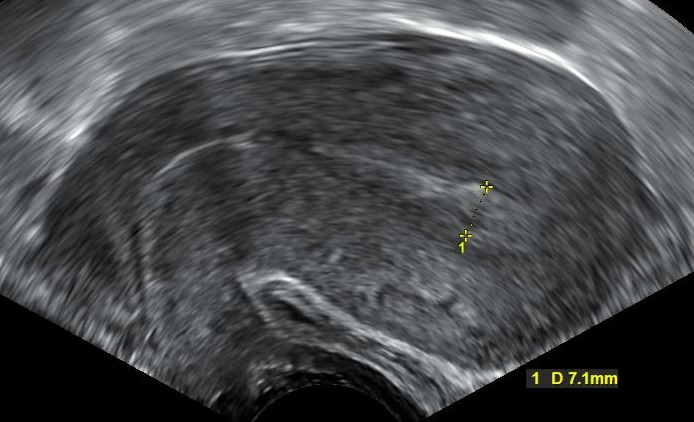
大量出血後的經陰道超音波檢查，之前超音波檢查確認是子宮內懷孕。子宮壁間隙擴大，但沒看到胚囊，因此可以確診完全流產。

完全流產是指所有懷孕組織都被排出；懷孕組織包括滋胚層、絨毛膜絨毛、胚囊（妊娠囊）、卵黃囊和胎芽（胎極，fetal pole 或胚胎）；或是妊娠後期會看到胎兒、臍帶、胎盤、羊水和羊膜囊。妊娠試驗陽性，但經陰道超音波檢查發現子宮內是空的，即符合未知位置妊娠的定義。因此，可能需要持續追蹤妊娠試驗，以確保沒有剩餘的妊娠，包括異位妊娠。

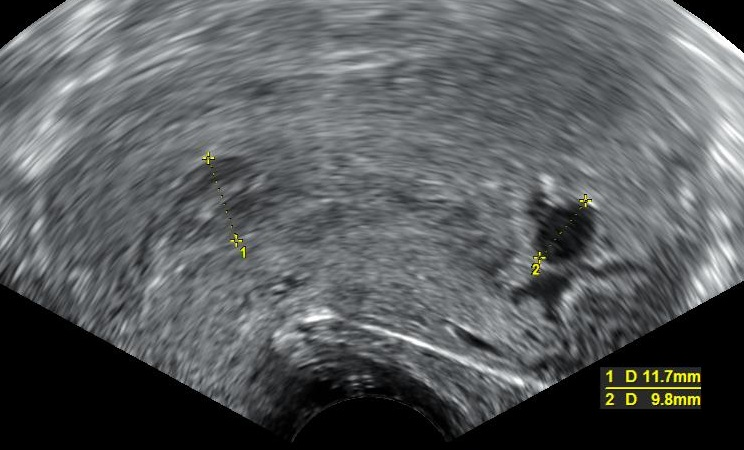
經陰道超音波檢查發現仍有部分懷孕組織留在子宮頸（圖的左側）且部分胚囊殘留在子宮內（圖的右側），這是不完全流產。

當某些受孕產物通過但子宮內有殘留時，會發生。然而，經陰道超聲檢查子宮壁之間距離的增加也可能只是子宮內膜厚度的增加和/或息肉的增加。使用多普勒超聲檢查可以更好地確認子宮腔中是否存在明顯的受孕產物。在不確定的情況下，必須使用串行β-hCG測量等技術排除異位妊娠。
不完全流產是指受孕組織已排出，但子宮內有殘留組織。 然而，經陰道超音波檢查發現子宮壁之間的距離增加，可能只是子宮內膜厚度增加和/或息肉（polyp）。以杜卜勒超音波檢查可能更易於確認子宮腔中是否有明顯的殘存受孕組織。若不確定，必須連續測量 β-hCG 來排除異位妊娠。

子宮內沒有心跳的13週胎兒（延遲或過期流產）

過期流產（英語：missed miscarriage）是指胚胎或胎兒已死亡，但流產還未發生。這也稱為延遲流產、無聲流產（英語：silent miscarriage）或過期流產（英語：missed abortion）。
當過期流產或不完全流產的組織被感染時稱為敗血性流產。感染可能散播（敗血病）且可能致命。
反覆流產（英語： 或 英語： 縮寫  或習慣性流產）是發生多次連續性流產；用於診斷反覆流產的確切流產數，因不同定義而有所不同。如果以流產結束的妊娠比例是 15％，且假設流產是獨立事件，則連續兩次流產的概率是 2.25％，而連續三次流產的概率是 0.34％。反覆流產的發生率為 1％。發生過兩次流產的人中，絕大多數（85％）隨後會懷孕並正常順產。
流產的身體症狀會因懷孕的時間長短而異，然而多數流產都會引起疼痛或絞痛。隨著懷孕時間增加，排出的血塊和妊娠組織會變大。 妊娠超過13週，胎盤滯留的風險較高。

## 預防
有時可以透過減少風險因素來預防流產，包括良好的產前護理與完善的產前檢查，避免使用藥物及酒精、預防感染性疾病、避免 X 光或輻射曝露。確定流產的原因可能有助於預防未來的流產，特別是反覆流產。個人通常幾乎無法預防流產發生。懷孕前或懷孕期間，補充維生素對流產風險並未發現有任何影響。
包括良好的產前護理與完善的產前檢查可能預防流產發生。可能會減少流產的風險。流產後的七至十四天通常無須特別的治療。多數流產無需人為介入就會完成。有時會使用藥物米索前列醇或真空抽吸術協助剩餘妊娠組織的排出。血型是Rh陰性的婦女可能需要使用Rho(D) 免疫球蛋白。止痛藥可能會有益於疼痛控制。情感支持也有助於負面情緒的控制。

### 無法調整的風險因素
透過評估以下狀態，可能強化後續懷孕並預防流產：
- 免疫狀態[9][89]
- 化學製品和職業暴露（英语：occupational exposure）[41]
- 解剖結構缺陷[94][30]
- 並發疾病[87][35]
  - 多囊卵巢症候群[85][111][112][113][114]
- 曾接受化學療法和放射線治療
- 藥物[32][71][72][73][74][75]
- 手術史[70]
- 內分泌疾病[40][115][已过时]
- 遺傳基因異常[29][30]

### 可調整的風險因素
保持健康體重和接受良好的產前護理可以減少流產風險。透過避免以下各項，可降低某些風險因素到最小：
- 吸菸[33][38][39]
- 使用古柯鹼[38]
- 酒精[33]
- 營養不良
- 職業接觸會引起流產的藥物[41]
- 使用可能與流產有關的藥物[77][33][72]
- 藥物濫用[33]

## 處置
懷孕初期流產的婦女通常不需要任何後續治療，但支持和諮詢會有幫助。大多數早期流產會自己完成；在其他情況，可能使用藥物治療或真空抽吸術協助剩餘妊娠組織的排出。 雖然宣稱臥床休息能預防流產，但研究並未證實其益處。謹慎使用醫學術語，會讓那些已經流產或經歷流產的人感受較好。醫師通常可以清楚地解釋術語，且不暗示責任在婦女或夫婦身上，能顯著緩解困擾。
自發性流產後是否使用Rho（D）免疫球蛋白的證據尚不明確。在英國，Rho（D）免疫球蛋白建議使用於 Rh 陰性婦女符合以下任一條件，「孕齡 12 週以上」或「孕齡不滿 12 週但需要手術或藥物協助完成流產」。

### 方法
確診的完全流產無需任何治療（只需排除異位妊娠）。如果發生不完全流產、空囊或延遲流產，則有三種治療選項：小心觀察等待、藥物治療和手術治療。如果不進行任何治療（小心觀察等待），大多數流產（65-80％）將在兩到六週內自然排出，這麼做可以避免藥物和手術的可能副作用和併發症，但會增加輕度出血的、需要進行計劃外手術治療以及不完全流產的機會。藥物治療通常使用米索前列醇（一種前列腺素）使子宮收縮並將剩餘組織排出子宮頸。95％的患者，藥物會在幾天內奏效。也可以使用真空抽吸術或刮除術，一般真空抽吸術的風險較低且更常見。

### 延遲和不完全流產
在延遲或不完全流產中，治療取決於子宮中殘存的組織量。治療包括利用真空抽吸的手術移除組織或使用米索前列醇。以手術治療不完全流產時的麻醉方法，研究並未發現任何特別調整與傳統方法間有額外的益處。

### 誘導性流產
不想繼續懷孕的婦女，可由醫師協助進行「誘導性流產」或「人工流產」。自我誘引性流產則是由孕婦自己或其它非醫療人員進行，這非常危險，且仍是某些國家孕婦的死因之一。在某些地區，這是非法的或帶有強烈的社會羞辱。

### 性行為
流產後一些組織建議等到出血停止後，才進行性行為，以降低感染風險。但是，沒有足夠的證據支持常規使用抗生素來預防不完全流產時發生的感染症。其他建議，多等一個生理週期後再嘗試懷孕，以便確認之後的懷孕日期。沒有證據顯示在流產後的第一個週期就懷孕，懷孕的預後有任何不同，實際上隨後立即懷孕的預後可能還比較好。

### 支持
有組織為流產者提供資訊和諮詢。家人和朋友經常為逝去的新生命舉行追悼會或葬禮。醫院也可以提供支持並協助紀念此事件。依地區的不同，有的會舉行私人儀式。透過頻繁地討論和同情諮詢提供適當的支持是評估和治療的一部分。那些經歷不明原因流產的人能以情感支持治療。

## 結果

### 心理和情緒影響

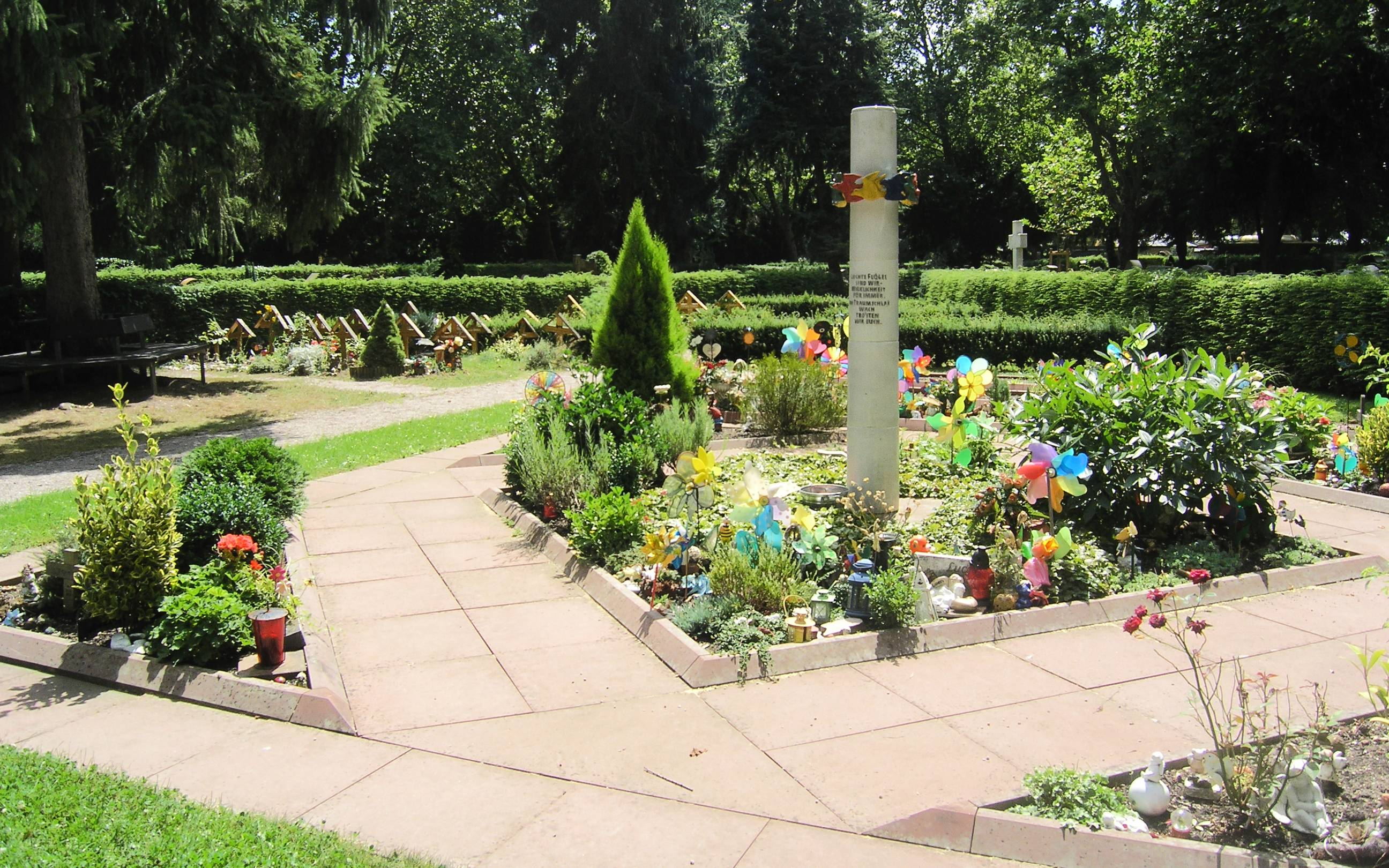
一座墓地，為流產的胎兒、死產嬰兒及出生後不久即死亡的嬰兒而設立

每個女人的流產經歷皆不同，且流產超過一次的女人對每次流產的反應可能也不同。
西方文化自1980年代起，醫療提供者認為流產「是所有孕婦的重大損失」。流產會讓經歷者感到焦慮、沮喪或壓力。它會影響整個家庭。許多曾流產的人經歷了喪慟的過程。通常存有「產前依戀」，可視為對未出生嬰兒的父母敏感性、愛和專注。流產後常會立即感受到嚴重的情感衝擊。異位妊娠終止時，有些人可能會經歷相同的失落感。有時，要真正覺悟懷孕已終止可能需要數週。為流產者提供家庭支持具有挑戰性，因為有些人在談到流產時會感到安慰，然而另一些人在討論這件事時會覺得痛苦。父親會有同樣的失落感。對男人來說，表達悲傷和失落的感覺有時更難。有些婦女在流產幾週後，便可以開始計劃下一次懷孕；對其他人來說，計劃下次懷孕可能很困難。一些機構會協助父母接受流產。父母可以抱著他們的嬰兒，並為嬰兒命名。他們可能會得到紀念品，如照片和腳印。有些會舉辦葬禮或追悼會，也可以透過植樹來表達追悼。
一些衛生組織建議流產後的性生活需延後。月經週期應在三到四個月後恢復。有報告表示流產婦女對醫師和護理師的照護不滿意。

### 隨後的懷孕
有些父母在流產後想儘快再試著生小孩。試著再次懷孕的決定有困難。促使父母考慮再次懷孕是有原因的。對於年長的母親，可能會有緊迫感。其他父母對未來懷孕可能成功感到樂觀。許多人猶豫不決，並想知道再次流產的風險。一些臨床醫師會建議女性再經過一次月經週期後，才嘗試另一次懷孕。若不這樣，受孕日期可能難以確定。另外，流產後的第一個月經週期可能比預期的長或短。如果父母經歷了晚期流產、葡萄胎或是準備接受檢查，則會建議他們再等久一點。一些父母根據醫療提供者的建議等待六個月。
再次流產的風險因原因而異。葡萄胎後再次流產的風險非常低。第三次流產後，再次發生流產的風險最高。某些地區提供孕前照護。

### 之後的心血管疾病
流產與之後併發冠狀動脈疾病有顯著關聯，但與腦血管疾病無關。

## 流行病學
已知懷孕的婦女中，流產率約為 10％-20％，而所有受精受精卵的流產率約為30％-50％。一篇 2012 年的回顧研究發現，5-20 週內的流產風險在 11％-22％。直到懷孕第 13 週，每周的流產風險大約為 2％，在第 14 週下降到 1％，並在 14-20 週之間逐漸降低。
確切的流產率尚不清楚，因為在確定懷孕前及在婦女意識到自己懷孕前，已發生許多流產。此外，懷孕初期出血的人比沒有出血的更可能就醫。透過招募計劃懷孕者且進行在懷孕很早期就開始檢測，部分研究試圖解決這個問題，但它們仍然無法代表更大的所有族群。
流產的盛行率隨父母雙方的年齡增加而同步增加。在丹麥的病患登錄資料庫研究，流產的盛行率是 11％，由 22 歲的 9％ 上升到 48 歲時的 84％
。另一個 2013年研究發現當父母雙方都超過40歲時，流產率就會增加一倍。
2010 年，英國有 50,000 個流產的住院患者。

## 術語
大多數流產的婦女及其家人稱流產為失去嬰兒，而不是胚胎或胎兒，而醫護人員應尊重並使用該人選擇的用語。臨床用語可能會隱含責備、增加痛苦甚至引起憤怒。以下為英語文化圈的用語，和台灣或其它中文世界的狀況並不相同。已知可能會為流產者帶來困擾的術語包括：
- 墮胎及自然墮胎（abortion 及 spontaneous abortion）而非流產（miscarriage），
- 習慣性流產者（habitual aborter ）而非經歷反覆流產（recurrent pregnancy loss）的女性，
- 懷孕組織（products of conception ）而非嬰兒，
- 萎縮卵（blighted ovum）而非早期流產（early pregnancy loss）或延遲流產（delayed miscarriage），
- 宮頸機能不全（cervical incompetence）而非宮頸無力（cervical weakness），
- 清除殘留的懷孕組織（evacuation of retained products of conception，ERPC）而非流產手術[119]。

懷孕失敗（Pregnancy loss）是個廣義的術語，用來描述流產、子宮外孕和葡萄胚。死產一辭在不同國家和地區的適用情境不盡相同，有時需考慮體重和孕齡，在挪威 16 週、美國和澳大利亞 20 週、英國 24 週而意大利和西班牙 26週。胎兒在前面說的孕齡之後出生前死亡皆稱為死產，可參考本文孕齡的段落。根據英國法律，所有死產都應登記，但流產並不需要。

## 歷史
用於懷孕初期經歷的醫學術語已隨時間改變。1980 年代前，醫療專業人員稱流產為自然墮胎（spontaneous abortion），並稱終止妊娠為人工流產墮胎（induced abortion）。在 1980 年代後期和 1990 年代，醫師開始意識到有關懷孕早期流產的用語。一些專家主張以流產代替自然墮胎，因為他們認為這樣更尊重人，並有助於減少經歷的苦痛
。一些英國專家在在1990年代後期建議這樣的改變。2005年，歐洲人類生殖與胚胎學會（ESHRE）針對描述懷孕早期事件的專業術語發表一篇論文，希望能促進的術語的正名與修訂。

## 社會與文化
社會對流產的反應隨時間而改變。在20世紀初，重點在母親的身體健康以及流產可能產生的困難和殘疾。還有其他反應，如：醫療費用支出和結束意外懷孕的解脫。在 1940 和 50 年代，人們更易於表示解脫，不是因為流產終止了意外或時機錯誤的懷孕，而是因為人們認為先天畸型是造成流產的主要原因，且流產後就不用撫養有殘疾的孩子。自本世紀中葉起的主流態度是：流產雖然暫時令人痛苦，但對家庭而言卻是一種的變相祝福，且不久之後還會有另一次懷孕和更健康的嬰兒，特別是當婦女相信醫師並減輕了他們的焦慮時。有關流產文章，在媒體上常以嬰兒為插圖，在雜誌上結局常常是之後生了一個健康嬰兒（通常是男孩）。
自 1980 年代起，流產在美國主要專注於女性個人的情感反應，特別是她對悲劇性結果的傷慟。媒體會用空著的嬰兒床或悲痛且孤單的婦女形象來彰顯主題，且流產的故事會發表在一般大眾的媒體渠道，而不僅在婦女雜誌或健康雜誌。整體風氣偏向鼓勵家庭成員應感到傷心，透過葬禮和其他儀式來紀念逝去的胎兒，且流產的夫妻視他們自己已成為父母。大眾關注轉向這些情緒反應的部分原因是醫療和政治上的進展，讓人們預期懷孕通常可預先計劃且是安全的，且醫療機構不再漠視婦女在情緒反應上需求。這也強化了反墮胎運動的信念，即人類的生命始於受孕或懷孕初期，亦符合母性（能孕產）是理想生活目標的鼓勵生育主義。
現代千篇一律的悲傷模式並不符合每位女性的經歷，且對展演出悲傷的期望會給女性帶來不必要的負擔。將流產重新定義為一種私人的情感體驗，降低了人們對流產意識，並對此主題表示沉默，特別是比較 1970 年代與 20 世紀初的情況，前者是為了減少工業污染以避免流產、死產和嬰兒死亡的群眾運動，而後者是在爭取生育控制運動時公開討論流產。
在人工流產屬於非法或帶有社會污名的地方，流產可能會引起懷疑，使本來就很敏感的問題複雜化。
1960 年代，英國在立法變更後，使用流產（miscarriage）一辭取代自然墮胎（spontaneous abortion）。
超音波技術的發展（在 1980 年代早期）便於診斷早期流產。
根據法國法規，在可存活年齡（定義為 28 週）前出生的嬰兒不能註冊為「兒童」。在 28 週後出生嬰兒會有出生證書，這份證書可視為生育死胎婦女擁有這個小孩的象徵性記錄。證書內容包括為孩子註冊的姓名，可依此舉辦葬禮並記念此事件。

## 其他動物
會懷孕的所有動物都可能發生流產（miscarriage），這種情況的流產通常稱為「自然流產（spontaneous abortion）」（這兩個是同義詞）。在非人類的動物，有數個已知的流產危險因素。例如，簇擁擠著穿過門或是被狗追趕，會使綿羊流產:124。傳染病（如：布魯氏菌或彎曲菌感染）會使母牛流產，但通常可以疫苗預防。多種鯊魚和鰩魚被捕獲時的壓力常常引發流產。
其他已知疾病也會使動物易於流產。一個布魯斯效應的例子，當伴侶被移開且接觸到新的雄性時，會使懷孕的草原田鼠發生流產；與野生族群相比，這個效應較常在實驗室族群發生。雌鼠與不熟悉的雄鼠相處時間增加時，與沒有這個情況的雌鼠相比，它們發生流產的機率會極劇上升。

## 各国堕胎
- 在聖馬利諾的人工流產 - 在圣马力诺，婦女怀孕前12周内以任何原因進行人工流產都是合法的。如果妊娠對婦女的生命構成風險，或如果胎儿具有異常且其存在对妇女的健康構成威脅，或者如果怀孕是强奸乱伦造成的，那么在胎兒發育到可在子宮外獨立生存之前的人工流產也是合法的。如果胎兒發育到可在子宮外獨立生存之後妇女的生命面临风险，也可以通过尝试活产来中断妊娠。
- 在亞塞拜然的人工流產 - 在亞塞拜然，婦女可在其妊娠前12週內經請求即允許接受人工流產，而在特定情況下婦女可在其妊娠12到28週內接受人工流產。現今在亞塞拜然的人工流產法律是基於在1955年時亞塞拜然屬於蘇聯加盟共和國時，即亞塞拜然蘇維埃社會主義共和國時蘇聯所立下的人工流產法律，而在1991年亞塞拜然獨立後，亞塞拜然並沒有修改其人工流產法律。
- 美國墮胎 - 美國各州對墮胎的限制各不相同。堕胎是美国社会、文化和政治中一个极具争议性的議题。從1900年以来，各个州都在实施各自的反堕胎法。自1976年，共和党普遍寻求根据孕婦的怀孕阶段，而限制其堕胎，甚至将堕胎定为犯罪；而民主党则普遍認為有必要捍卫堕胎權，并让國民更容易避孕。堕胎比例持續下跌，由1980年的每1000名育齡婦女中有30人墮胎，持续下降到2018年每1000名妇女中11.3人堕胎。当妇女的健康受到威胁时，90%的人赞成堕胎；当怀孕可能导致婴儿出现缺陷的可能性很大时，赞成堕胎的人为77.4%；当婦女因姦成孕時，赞成墮胎的比例為79.5%。研究發現，是否支持墮胎取決於該人的年龄、宗教信仰等，若其支持保守主义和性别歧视，則會對墮胎持反對意見,gonal-f和流產。自罗诉韋德案以来，美国支持墮胎的比率正逐渐增加。
- 中國墮胎 - 大多数孕妇通过中国的公立医院、私立医院和全国各地的诊所进行堕胎。中国是最早允许人们合法化堕胎，并使堕胎变得便利的发展中国家之。
- 韓國墮胎 - 根据韩国宪法法院2019 年的判决，韩国的堕胎合法化，自 2021 年 1 月 1 日起生效。从 1953 年到 2020 年，堕胎在大多数情况下都是非法的，但非法堕胎很普遍，而且通常在医院和诊所进行。2019 年 4 月 11 日，韩国宪法法院裁定堕胎禁令违宪，并下令在 2020 年底前修订该法律